# SkiPark Magura na Magurze Małastowskiej
SkiPark Magura na Magurze Małastowskiej – kompleks tras narciarskich położony w pobliżu Małastowa w Beskidzie Niskim na wschodnim zboczu Magury Małastowskiej (813 m n.p.m.). Ośrodek dysponuje jedną z najdłuższych tras narciarskich w południowo-wschodniej Polsce. Dolna stacja wyciągu krzesełkowego znajduje się przy tzw. Starej Węgierskiej Drodze.

## Wyciągi
W skład kompleksu wchodzą:
- wyciąg krzesełkowy „Magura”, 4-osobowy, firmy Tatrapoma, o długości 1 071,5 m i przepustowości 2200 osób na godzinę (liczba krzesełek – 127),
- 2 wyciągi talerzykowe:
  - „Toranaga I”, o długości 500 m i przepustowości 400 osób na godzinę,
  - „Toranaga II”, o długości 400 m i przepustowości 360 osób na godzinę,
- wyciąg bezpodporowy „Gucio” (wyrwirączka, lina propylenowa), o długości 150 m (dla dzieci, do nauki jazdy na nartach i snowboardzie).

## Trasy
| Nazwa trasy       | Trudność  | Start                               | Start                 | Meta                                | Meta                  | Dłu- gość (m) | Prze- wyż- sze- nie (m) | Na- chy- le- nie (%) | Oś- wie- tle- nie | Sztucz- ne naśnie- żanie | Homologacja FIS | Homologacja FIS | Uwagi                                        |
| Nazwa trasy       | Trudność  | nazwa                               | wyso- kość (m n.p.m.) | nazwa                               | wyso- kość (m n.p.m.) | Dłu- gość (m) | Prze- wyż- sze- nie (m) | Na- chy- le- nie (%) | Oś- wie- tle- nie | Sztucz- ne naśnie- żanie | numer           | ważna do        | Uwagi                                        |
| ----------------- | --------- | ----------------------------------- | --------------------- | ----------------------------------- | --------------------- | ------------- | ----------------------- | -------------------- | ----------------- | ------------------------ | --------------- | --------------- | -------------------------------------------- |
| I                 | czerwona  | górna stacja wyciągu krzesełkowego  | 790                   | dolna stacja wyciągu krzesełkowego  | 530                   | 1400          | 260                     | 18                   | tak               | tak                      |                 |                 |                                              |
| II                | niebieska | górna stacja wyciągu Toranaga II    |                       | dolna stacja wyciągu Toranaga II    |                       | 450           | 97                      | 22                   | tak               | tak                      |                 |                 |                                              |
| III               | niebieska | górna stacja wyciągu Toranaga I     |                       | dolna stacja wyciągu Toranaga I     |                       | 550           | 97                      | 18                   | tak               | tak                      |                 |                 |                                              |
| IV                | zielona   | górna stacja wyciągu bezpodporowego |                       | dolna stacja wyciągu bezpodporowego |                       | 150           | 21                      | 14                   | tak               | tak                      |                 |                 |                                              |
| V (narto- strada) | zielona   | górna stacja wyciągu krzesełkowego  |                       | dolna stacja wyciągu krzesełkowego  |                       | 3050          | 260                     | 9                    | nie               |                          |                 |                 | Ze względu na wycinkę drzew często nieczynna |

W ofercie znajduje się 5700 m tras zjazdowych o różnym stopniu trudności. Trasy (poza nartostradą) są sztucznie naśnieżane, ratrakowane i oświetlone. Dla miłośników narciarstwa biegowego została prowizorycznie wytyczona 2,5 km trasa „Jagoda” zaczynająca się, jak i kończąca, przy górnej stacji wyciągu.
Stacja jest członkiem Stowarzyszenia Polskie stacje narciarskie i turystyczne.

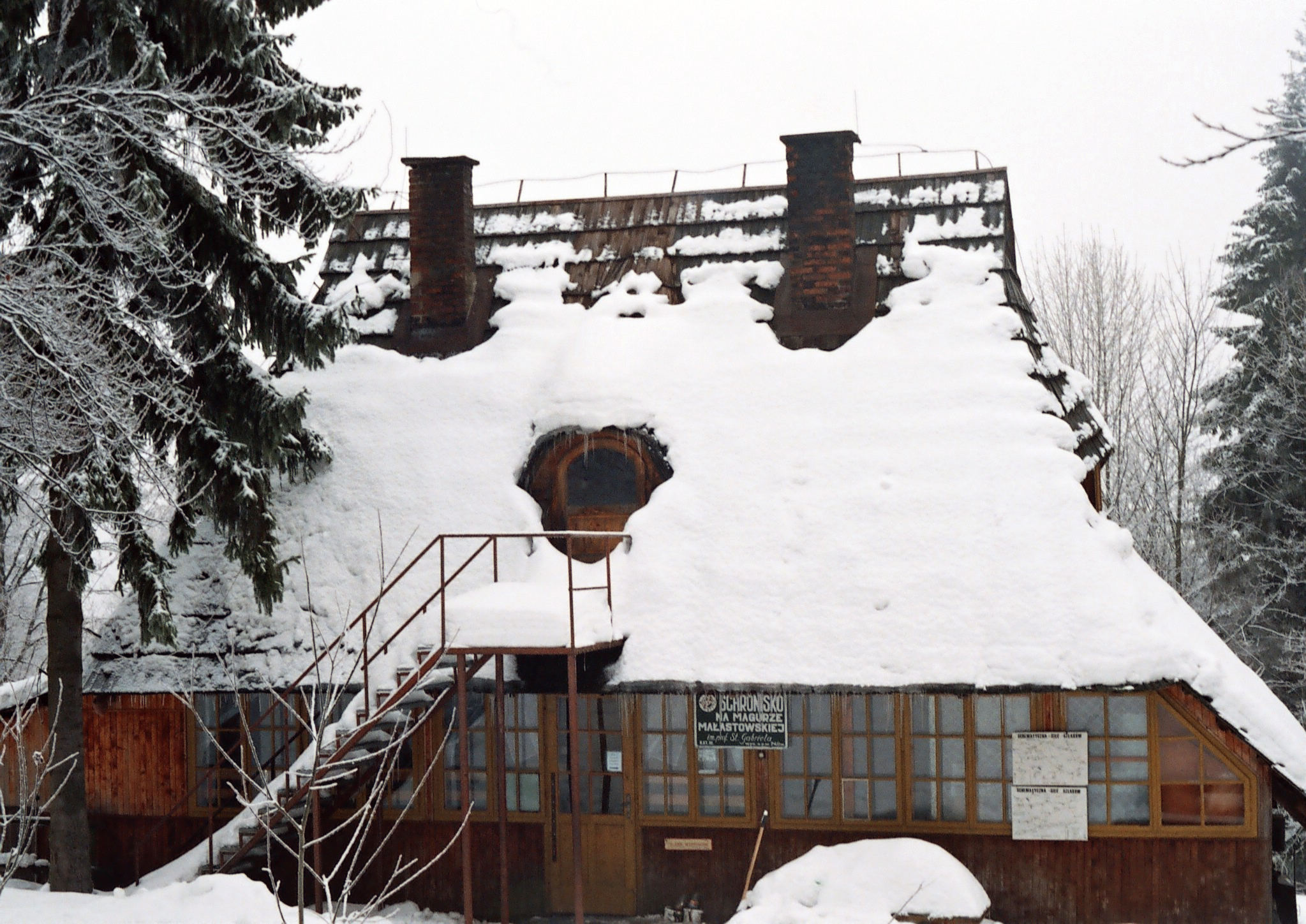
Schronisko PTTK na Magurze Małastowskiej

## Pozostała infrastruktura
Przy nartostradzie z Magury znajdują się:
- schronisko PTTK im. Stanisława Gabryela (inicjatora budowy schroniska w 1955 roku), najwyżej położone (na wysokości 740 m n.p.m.) schronisko w Beskidzie Niskim (300 m poniżej górnej stacji wyciągu krzesełkowego)
- placówka GOPR.

W budynku stacji dolnej znajdują się:
- zaplecze gastronomiczne (bufet z tarasem w budynku starej maszynowni wyciągu orczykowego)
- WC dla klientów (w tymże budynku)
- wypożyczalnia sprzętu narciarskiego i snowboardowego
- szkoła narciarska „Magura”
- klub narciarski „P&P Magura”.

W pobliżu stacji dolnej znajduje się bezpłatny parking na 250 samochodów.
Noclegi dostępne są w prywatnych kwaterach w Gładyszowie, Pętnej, Ropicy Górnej, Bartnych i Bodakach.
Planowana jest budowa kolejnych narciarskich tras zjazdowych, hotelu i tras zjazdowych dla rowerów.

## Operator
Operatorem i właścicielem stacji (wyciągu krzesełkowego i tras zjazdowych z górnej stacji tego wyciągu) jest Ski Park Magura Spółka z o.o. z siedzibą w Małastowie 27. Spółka została zarejestrowana w KRS w grudniu 2008 roku. Do 13 stycznia 2025 roku głównymi udziałowcami byli: Sobiesław Zasada, Andrzej Bachleda-Curuś i Antoni Bara. Prezesem jej zarządu był Jakub Sojka (od czerwca 2012 roku do stycznia 2025 roku).
Od 2025 roku właścicielem ponad 90% udziałów w spółce jest zarejestrowana w grudniu 2024 roku Investment Group Sp. z o.o., której udziałowcami (po 50%) są Grzegorz Schabiński i Andrzej Kuchta. Prezesem zarządu jest Grzegorz Schabiński.

## Historia
W 2010 roku przeprowadzono gruntowny remont ośrodka. W ramach remontu otwarto (18 grudnia 2010 roku) wyciąg krzesełkowy, zwiększono powierzchnię parkingów (ze 100 do 250 samochodów). Remont ośrodka i budowa wyciągu kosztowały 1,3 mln euro. Poprzednio był w tym miejscu wyciąg orczykowy o przepustowości 1100 osób na godzinę.
W ramach plebiscytu „Najlepsza Stacja Narciarska Małopolski 2010/2011 – bezpiecznie i rozważnie” organizowanego przez portal internetowy Onet i Gazetę Krakowską Stacji przyznano w marcu 2011 roku specjalną nagrodę i tytuł „najlepszej inwestycji sezonu”.